# Пизани, Стивен
Стивен Пизани (мальт. Stephen Pisani; род. 7 августа 1992, Сан-Гванн, Северный регион) — мальтийский футболист, полузащитник клуба «Санта-Лучия» и национальной сборной Мальты.

## Клубная карьера
Воспитанник академии клуба «Сан-Гванн». В 2010 году стал игроком «Хибернианса». В чемпионате Мальты дебютировал 11 сентября 2010 года в матче против «Флорианы» (3:1). В следующем сезоне 2011/12 стал игроком основного состава и выиграл вместе с командой кубок страны. В июле 2012 года дебютировал в еврокубках, в матче квалификации Лиги Европы против боснийского «Сараево» (6:9 по сумме двух матчей). С 2013 по 2014 года играл на правах аренды за «Флориану».
Летом 2014 года стал игроком «Флорианы» на полноценной основе. В сезоне 2016/17 вместе с командой стал обладателем Кубка и Суперкубка Мальты. Зимой 2019 года перешёл в «Бальцан», а спустя два года в «Гзиру Юнайтед».

## Карьера в сборной
Являлся игроком юношеской сборной Мальты до 19 лет и молодёжной сборной Мальты до 21 года.
В составе национальной сборной Мальты дебютировал 28 марта 2015 года квалификации чемпионата Европы против Азербайджана (0:2).

## Достижения
«Хибернианс»
- Серебряный призёр чемпионата Мальты: 2011/12
- Обладатель Кубка Мальты: 2011/12

«Флориана»
- Обладатель Кубка Мальты: 2016/17
- Обладатель Суперкубка Мальты: 2017